# Chandramukhi
Chandramukhi est un film d'horreur de comédie indien réalisé par P. Vasu en 2005. Il s'agit d'un remake du film de Vasu en langue Kannada Apthamitra (2004), qui est lui-même un remake du film Malayalam Manichitrathazhu (1993).

## Synopsis
Ganga (Jyothika), l'épouse de Senthilnathan (Prabhu) est «saisie» par l'esprit vieux d'un siècle et demi d'une danseuse de cour, Chandramukhi, après s'être installé dans un vieux manoir. Ganga souffre d'une double personnalité alors qu'elle commence à croire qu'elle est Chandramukhi et essaie de se venger des personnes qui l'ont tuée. Saravanan (Rajinikanth) qui est le meilleur ami de Senthil et un psychiatre de premier plan d'Amérique avec l'aide d'un exorciste local, Ramachandra Acharya (Avinash) résout le problème et cela constitue le nœud de l'histoire.

## Fiche technique
- Titre original : Chandramukhi
- Réalisation :  P. Vasu
- Scénario :  P. Vasu
- Musique : Vidyasagar
- Production : Sivaji Productions
- Pays d'origine :  Inde
- Langue originale : Tamoul
- Format : couleur
- Genre : comédie, horrifique, thriller
- Durée: 164 minutes
- Dates de sortie :
  -  Inde : 14 avril 2005

## Distribution
- Rajinikanth: Saravanan et Vettaiyan
- Prabhu; Senthilnathan
- Jyothika: Ganga Senthilnathan et Chandramukhi
- Nayantara: Durga
- Vadivelu: Murgesan
- Nassar: Kandaswamy
- Vijayakumar: Grand père de Durga
- Vineeth: Viswanathan et Gunasekaran
- Malavika: Priya Kandaswamy
- Sheela:  Akhilandeswari
- Vinaya Prasad: Lakshmi Kandaswamy
- K. R. Vijaya: Kasthuri
- Sonu Sood: Oomaiyan

- Avinash: Ramachandra Acharya
- Thyagu: Kumar
- Manobala: Faux exorciste
- Mohan Raj: Adversaire de travail de Senthilnathan

- Madhan Bob: Le propriétaire de la voiture
- T. P. Gajendran: Assistant de Senthilnathan
- Suvarna Mathew: Swarna
- Sudha Rani: Mère de Ganga
- Sujibala: La plus jeune fille de Kandaswamy
- Unnikrishnan Namboothiri: Le prêtre du temple (non crédité)
- Sivaji Ganesan: Père  de Senthilnathan (non crédité, seule photo montrée)

## Production
Le tournage a commencé le 24 octobre 2004 et s'est terminée en mars 2005. Elle a été publiée le 14 avril 2005 à la veille du nouvel an tamoul.

## Box-office
- Le film a été réalisé avec un budget de 190 millions de roupies. Le film a reçu des critiques positives et a été un grand succès au box-office. Ce fut le film le plus long du sud de l'Inde, avec une durée de 890 jours.
- Le film a remporté cinq Tamil Nadu State Film Awards, quatre Film Fans 'Association Awards et deux Filmfare Awards.